# Infinity Coast
Infinity Coast Tower Infinity Coast Tower es un rascacielos ubicado en la ciudad de Balneário Camboriú, en el sur de Brasil. Fue considerado el rascacielos más alto jamás construido en el país durante menos de un año (hasta la construcción de las torres gemelas Yachthouse Residence Club, en la misma ciudad, en 2020) y uno de los rascacielos más altos de América Latina, con 234,7 metros de altura. Los responsables del diseño de la Infinity Coast Tower afirman que no tenían la máxima intención de construir el edificio más alto de Brasil.